# Hydrellia dubia
Hydrellia dubia är en tvåvingeart som beskrevs av Dahl 1968. Hydrellia dubia ingår i släktet Hydrellia och familjen vattenflugor. Inga underarter finns listade i Catalogue of Life.